# Staintoniella
Staintoniella é um género botânico pertencente à família Brassicaceae.